# Estado Libre de Prusia
El Estado Libre de Prusia (en alemán: Freistaat Preußen, pronunciado /ˈfʁaɪ̯ˌʃtaːt ˈpʁɔɪ̯sn̩/) fue un estado alemán formado después de la abolición del reino de Prusia como consecuencia de su derrota en la Primera Guerra Mundial. Fue el mayor estado alemán durante la República de Weimar, poseyendo casi cinco octavos de su territorio y población. En su nombre se prefirió la utilización de «Estado Libre» a «República», pues este último recordaba a la cultura latina, que era asociada con Francia por la mayoría de los alemanes.

## Historia

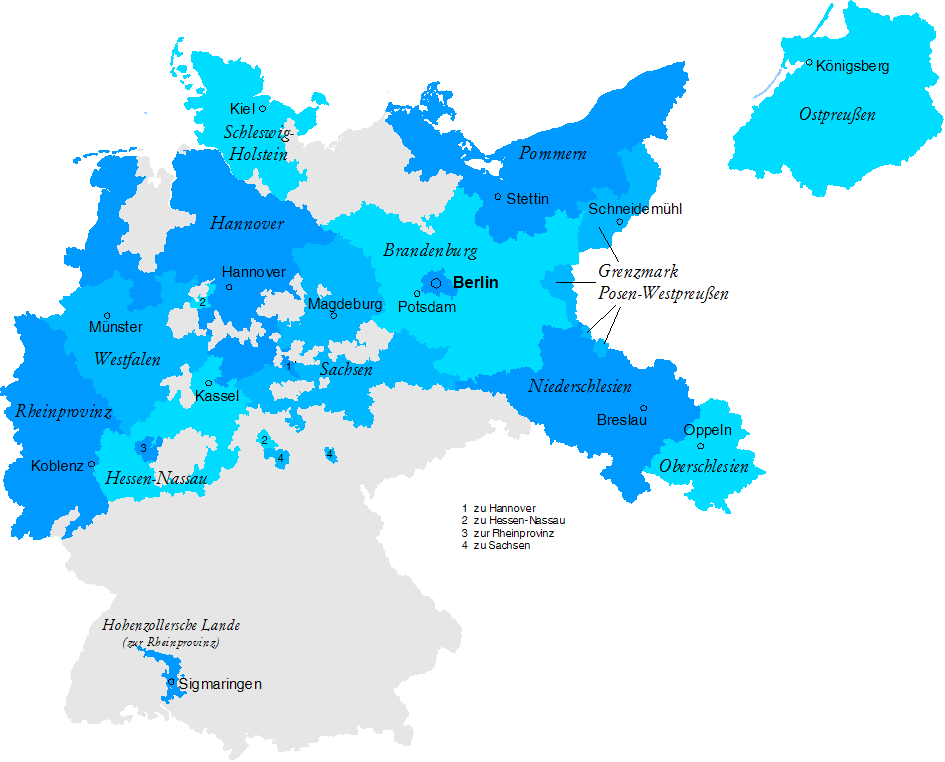
Provincias de Prusia en 1925.

Excepto por sus colonias imperiales y Alsacia y Lorena, todas las pérdidas territoriales alemanas eran pérdidas prusianas. El tratado de Versalles especificaba la entrega de Eupen y Malmedy a Bélgica, del norte de Schleswig a Dinamarca, del territorio de Memel a Lituania, de Hultschin y de la mayor parte del Sarre a Francia.
La mayoría de las pérdidas territoriales de Prusia pasaron a Polonia, incluyendo la mayor parte de las provincias de Posen y Prusia Occidental, así como una sección del este de Silesia. Danzig fue colocado bajo la administración de la Sociedad de Naciones como Ciudad Libre de Dánzig. Estas pérdidas separaron a la Prusia Oriental, la cuna del II Imperio Alemán, del resto del país, ahora sólo accesible por ferrocarril, por el corredor polaco o por mar.
Dado que este estado poseía tanto territorio y población de Alemania, el gobierno en un comienzo pensó dividir Prusia en estados más pequeños y más manejables, pero el sentimiento tradicionalista prevaleció y Prusia siguió inalterada, a pesar de sus pérdidas territoriales.

## Ministros-Presidentes
| Nombre                 | Nombre              | Asume el cargo          | Deja el cargo           | Partido | Partido       |
| ---------------------- | ------------------- | ----------------------- | ----------------------- | ------- | ------------- |
|                        | Friedrich Ebert     | 9 de noviembre de 1918  | 11 de noviembre de 1918 |         | SPD           |
|                        | Paul Hirsch         | 11 de noviembre de 1918 | 27 de marzo de 1920     |         | SPD           |
|                        | Otto Braun          | 27 de marzo de 1920     | 21 de abril de 1921     |         | SPD           |
|                        | Adam Stegerwald     | 21 de abril de 1921     | 5 de noviembre de 1921  |         | Centro        |
|                        | Otto Braun          | 5 de noviembre de 1921  | 18 de febrero de 1925   |         | SPD           |
|                        | Wilhelm Marx        | 18 de febrero de 1925   | 6 de abril de 1925      |         | Centro        |
|                        | Otto Braun          | 6 de abril de 1925      | 20 de julio de 1932     |         | SPD           |
|                        | Franz von Papen     | Reichskommisar          | Reichskommisar          |         | Independiente |
| 20 de julio de 1932    | Franz von Papen     | 3 de diciembre de 1932  |                         |         | Independiente |
|                        | Kurt von Schleicher | Reichskommisar          | Reichskommisar          |         | Independiente |
| 3 de diciembre de 1932 | Kurt von Schleicher | 28 de enero de 1933     |                         |         | Independiente |
|                        | Franz von Papen     | Reichskommisar          | Reichskommisar          |         | Independiente |
| 30 de enero de 1933    | Franz von Papen     | 10 de abril de 1933     |                         |         | Independiente |
|                        | Adolf Hitler        | Reichsstatthalter       | Reichsstatthalter       |         | NSDAP         |
| 30 de enero de 1933    | Adolf Hitler        | 30 de enero de 1935     |                         |         | NSDAP         |
|                        | Hermann Göring      | Ministerpräsident       | Ministerpräsident       |         | NSDAP         |
| 10 de abril de 1933    | Hermann Göring      | 23 de abril de 1945     |                         |         | NSDAP         |
| Reichsstatthalter      | Hermann Göring      |                         |                         |         | NSDAP         |
| 30 de enero de 1935    | Hermann Göring      | 23 de abril de 1945     |                         |         | NSDAP         |